# Бражник сиреневый
Бражник сиреневый, или бирючинный бражник (Sphinx ligustri) — бабочка из семейства бражников (Sphingidae).

## Описание
Крупная бабочка, размах крыльев 90—120 мм. В отличие от большинства бражников, в состоянии покоя держит крылья вытянутыми вдоль тела. Поперечные перевязи не выражены, продольные жилки на внешнем поле крыла чёрные. Задние крылья розоватого цвета с двумя поперечными перевязями. Брюшко с чередующимися розовыми и бурыми кольцами и широкой сдвоенной продольной полосой сверху. В основании переднегруди пучок сиреневых волосков.
Обитает на лесных опушках, в зарослях кустарников, парках и садах.
Лёт бабочек в июне—июле, бабочки имеют одну генерацию. На юге ареала дает два поколения: I — апрель-май, II — июль-август. Полет стремительный. Имеет хорошо развитый хоботок, длина которого примерно равна длине тела бабочки. В сумерках сосёт нектар из цветов, не опускаясь на них. Ночью хорошо летит на свет.
Самка откладывает до 200 яиц, поодиночке или по два-три яйца на нижнюю сторону листьев. Гусеницы вылупляются через 9—20 дней, в зависимости от температуры.
Гусеница в длину 90—100 мм, развивается с июля по сентябрь. Имеет два вида окраски: зелёную и в редких случаях фиолетовую. Питается на сирени, бирючине, ясене, спирее, калине, жимолости, смородине, яблоне, лабазнике, груше, черешне, бузине, малине, жасмине, рябине, волжанке обыкновенной, снежноягоднике, барбарисе.
Куколка бурая, крупная, в длину 50—55 мм, с чехлом для хоботка — чехол хоботка отстоящий. Куколка зимует в почве, на глубине до 10 см. Часть куколок зимует дважды.

## Распространение
Встречается в Западной Европе, Малой Азии, Монголии, Северном Китае, Японии. В СНГ ареал — европейская часть, Кавказ, Средняя Азия, Казахстан, Южная Сибирь, юг Дальнего Востока.